# تشارلي ساندرز (لاعب كرة قدم)
تشارلي ساندرز (بالإنجليزية: Charlie Sanders)‏ (و. 1946 – 2015 م) هو لاعب كرة قدم أمريكية، من الولايات المتحدة، يلعب كطرف ضيق ‏، توفي في رويال أوك، عن عمر يناهز 69 عاماً، بسبب سرطان العظام.

## التعليم
تعلم في جامعة منيسوتا.

## جوائز
حصل على جوائز منها:
- قاعة مشاهير محترفي كرة القدم.

## وصلات خارجية
- تشارلي ساندرز على موقع مرجع كرة القدم المحترفة.كوم (الإنجليزية)
- تشارلي ساندرز على موقع قاعة كارولاينا الشمالية للمشاهير الرياضية (الإنجليزية)

- تشارلي ساندرز على موقع IMDb (الإنجليزية)